# Енн (телесеріал)
«Енн» (англ. Anne with an E) — канадський телесеріал, заснований на романі «Енн із Зелених Дахів», написаного Люсі Мод Монтгомері. Книга адаптована володаркою премії «Еммі» Мойрою Воллі-Бекетт. Прем'єра серіалу відбулася 19 березня 2017 року на канадському телеканалі CBC та 12 травня 2017 року на стрімінг-сервісі Netflix. Перший епізод семисерійного телесеріалу зрежисувала Нікі Каро.
3 серпня 2017 року серіал був продовжений на другий сезон з десяти епізодів. Прем'єра другого сезону на стрімінг-сервіс Netflix відбулася 6 липня 2018 року, а на канадському телеканалі CBC — 23 вересня 2018 року.
15 серпня 2018 року серіал продовжили на третій сезон, прем'єра якого відбулася 22 вересня 2019 року на CBC. 25 листопада оголосили, що третій сезон вийде на Netflix 3 січня 2020 року і стане для серіалу останнім.

## У ролях

### Головні ролі
- Емібет МакНалті — Енн Ширлі
- Джеральдін Джеймс[en] — Марілла Катберт
- Р. Х. Томсон[en] — Метью Катберт
- Лукас Джейд Зуманн — Гілберт Блайт[en]
- Делайла Бела[en] — Діана Баррі
- Корінн Косло[en] — Рейчел Лінд
- Емерік Джетт Монтас — Джеррі Байнард
- Далмар Абузейд[en] — Себастьян «Баш» Лакруа
- Корі Грютер-Ендрю — Коул Маккензі
- Джоанна Дуглас[en] — міс Мюріел Стейсі
- Ешлі Стюарт — Уініфред «Вінні» Роуз

### Другорядний склад
- Джонатан Холмс — містер Вільям Баррі
- Хелен Джонс — місіс Еліза Баррі
- Райан Кієрі Армстронг — Мінні Мей Баррі
- Дебора Гровер — Джозефін Баррі
- Уейн Бест — Джон Блайт
- Філіп Вільямс — Томас Лінде
- Девід Інгрем — містер Хармон Ендрюс
- Джанет Портер — місіс Ендрюс
- Крістіан Мартін — Біллі Ендрюс
- Лія Паппас-Кемпс — Джейн Ендрюс
- Елла Джонас Фарлінгер — Пріссі Ендрюс
- Джим Аннан — містер Гілліс
- Фіона Бірн — місіс Джілліс
- Кіла Метьюз — Рубі Гілліс
- Джейкоб Урсомарцо — Муді Сперджен
- Стівен Трейсі — містер Філліпс
- Міранда МакКеон — Джозі Пай
- Гленна Уолтерс — Тіллі Боултер
- Кейтлін Уеллс — Мері Джо
- Джейкоб Хорслі — Чарлі Слоан
- Тарас Лаврен — Нейт
- Шейн Карті — містер Данлоп
- Кара Рікеттс — Мері Лакруа
- Арая Менгеша[en] — Елайджа Хенфорд
- Нікі Лоуренс — Джоселін
- Ліза Кодрінгтон[en] — Констанс
- Мелані Ніколлс-Кінг — Хейзел Лакруа
- Кіавентійо Тарбелл — Ка'Квет
- Брендон Оукс[en] — Алук
- Дана Джеффрі — Окватнюк
- Інес Фегулі — Сенді Байнард
- Тренна Кітінг[en] — місіс Пай

## Виробництво
Серіал частково знятий на Острові Принца Едуарда, а також в Південному Онтаріо, в тому числі у Каван-Монаган і Каледоні. Виробництвом займалися компанії Northwood Anne, Northwood Entertainment і Канадська радіомовна корпорація.

### Кастинг
Близько 1800 дівчаток на трьох континентах прослуховували на роль Енн Ширлі через відкритий кастинг. За словами Міранди де Пенсьєрі, Емібет МакНалті обрали за її здатність вести «неймовірно насичений, динамічний та красивий» діалог. Уоллі-Беккет описувала дівчинку як «світлу, прозору, розумну, душевну та емоційну».

## Список сезонів
| Сезон | Сезон | Епізоди | Оригінальна дата показу | Оригінальна дата показу | Дата виходу на Netflix |
| Сезон | Сезон | Епізоди | Прем'єра сезону         | Фінал сезону            | Дата виходу на Netflix |
| ----- | ----- | ------- | ----------------------- | ----------------------- | ---------------------- |
|       | 1     | 7       | 19 березня 2017         | 30 квітня 2017          | 12 травня 2017         |
|       | 2     | 10      | 23 вересня 2018         | 18 листопада 2018       | 6 липня 2018           |
|       | 3     | 10      | 22 вересня 2019         | 24 листопада 2019       | 3 січня 2020           |

## Теми і тон серіалу
У той час як «багато моментів оригіналу досконально відтворені», Уоллі-Беккет побудувала «Енн» на «більш глибоких проблемах», ніж попередні адаптації книги. Вона представляє Енн антигероєм і додає в свою адаптацію нові передісторії, що підкреслюють вплив знущань, класової дискримінації, соціальної ізоляції і, як наслідок, посттравматичного розладу на формування характеру Енн (теми, які в оригіналі порушувалися лише побічно). Уоллі-Беккет казала: «В наш час теми ідентичності, упереджень, цькування, пошуку прийняття дуже актуальні, і ці теми створені для історії „Енн“». Пізніше Уоллі-Беккет називала Енн Ширлі «випадковою феміністкою» і казала, що вона «справді хотіла розповісти цю історію зараз». Емібет МакНалті, яка грає роль Енн, також заявила, що «люди можуть подумати, що [нові сцени] досить графічні… але я думаю, що настав час бути чесним».

### Другий сезон
У другому сезоні Уоллі-Беккет представила нового оригінального персонажа Баша, щоб відобразити расове різноманіття, яке було в Шарлоттауні та навколо нього в часи написання роману, та представити спільноту, відсутню у попередніх адаптаціях. Вона досягнула цього, доповнивши сюжет подорожжю Гілберта на пароплаві та зустріччю з Башем у Тринідаді: «Баш — це спосіб вивчити нетерпимість та нерівність, навіть більше, коли він відвідує „Болото“ і дізнається, що там живуть інші чорношкірі люди».